# Kenji Tanaka
Kenji Tanaka (født 13. december 1983) er en japansk professionel fodboldspiller.
Han har spillet for flere forskellige klubber i sin karriere, herunder Sagan Tosu og FC Ryukyu.